# Домсир
Домсир (фр. Domsure) је насељено место у Француској у региону Рона-Алпи, у департману Ен (Рона-Алпи).
По подацима из 2011. године у општини је живело 469 становника, а густина насељености је износила 30,86 становника/km².

## Демографија
| 1962. | 1968. | 1975. | 1982. | 1990. | 2011. |
| ----- | ----- | ----- | ----- | ----- | ----- |
| 558   | 501   | 440   | 448   | 436   | 469   |